# Pithanotaria starri
Pithanotaria starri — вид вымерших ластоногих из семейства ушастых тюленей. Единственный известный науке вид вымершего рода Pithanotaria. Известен из позднего миоцена — раннего плиоцена (от 11,62 до 5,333 миллионов лет назад). Его типовой образец — Stanford University 11 = CAS 13665, частичный скелет. Это трехмерное ископаемое тело. Его типовым местонахождением является карьер номер 9 компании Celite, где он найден в мессинском морском диатомите формации Sisquoc в Калифорнии (США). Все известные образцы данного вида найдены в этом же штате. Как и современные ушастые тюлени, это были морские полуводные рыбоядные животные